# Maï-Kadra
Maï-Kadra est une ville en Éthiopie située dans la région de Tigré, près de la frontière soudanaise.
Dans la nuit du 9 au 10 novembre 2020, alors que la région est plongée dans une guerre civile, des miliciens attaquent la ville de 40 000 habitants et perpètrent un massacre ; environ 600 personnes ont été tuées.